# 南京大学
南京大學（英語：Nanjing University），簡稱南大，位於中國江苏省南京市和苏州市。中華民國政府撤離南京後，中華人民共和國成立前夕由「國立中央大學」易名「國立南京大學」，翌年逕稱「南京大學」，沿用至今。
南京大學是研究型綜合大學。现有文学、历史、地理与海洋、地球、大气、天文空间、环境、哲学、数学、物理、化学化工、生、医、政、法、商、社会、信息管理、新闻传播、外国语、工程管理、建筑与规划、电子、计算机、工程与应用科学（含材料、能源、生物医学、量子电子学与光学工程系）等二十多个独立的学科类学院。校園主要有座落在南京市中心的鼓樓校區和位於南京東北部棲霞區的仙林校區，其中仙林校區為本科生主校區，并在逐步成为南大主校区；另外，位于南京江北的浦口校区目前是某些专业的研究生的住处，位于江苏省苏州市的苏州校区则在2022年迎来了第一批本科新生，这些新生在鼓楼校区的健雄书院接受一年的新生教育后于2023年7月正式进驻苏州校区。。
南京大学是中华人民共和国排名前列的高校之一，現時屬於「泰晤士高等教育世界百強大學」、「美國新聞與世界報道世界百強大學」及「軟科世界百強大學」，是“双一流A类”和原“985工程”、原“211工程”重点建设大学，為基礎學科拔尖學生培養試驗計劃、九校聯盟、中國大學校長聯誼會、環太平洋大學聯盟、21世紀學術聯盟、國際應用科技開發協作網、東亞研究型大學協會、新工科教育國際聯盟、中國高校行星科學聯盟、長三角研究型大學聯盟成员。南大现有1个国家实验室（筹），7个国家重点实验室，15个部、省重点实验室，21个国家和部、省工程中心，人文社会科学方面有27个各类重点研究基地，此外全校还设有200多个研究机构。医学院有附属鼓楼医院、金陵医院（南京总医院）、南京市口腔医院。除大学外，还有南大附属中学、丁家桥小学等。另有科技产业园区和多个产学研结合机构。南京大学有超过二十位诺贝尔奖得者作为荣誉教授，德国前总理默克尔也拥有南京大学的名誉博士学位。
依据评估全球大学的自然科学研究成果的主要指标“自然指数排行榜”(Nature Index 2017 Tables)，南京大学的排名为全国第二（仅次于北京大学）、全亚太地区第三、全球第十二，超越加州理工学院、康奈尔大学、新加坡国立大学、南洋理工大学、帝国理工学院等校。南京大学中文系的排名保持在全国前两名，与北京大学并列第一或仅次于北京大学。除此，南京大学中文系为培养全国第一位中文博士莫砺锋教授的大学。南京大学工程管理学院为培养控制科学专家周尚清教授的学院。在2018年QS世界大学排名中，南京大学位列世界第114位。在中國校友會網中國大學排行榜2020年中國大學排名中位列第5位。2020年ARWU中國大學排名位列第5。在2024泰晤士高等教育世界大学排名中，南京大学位列第73位，再创历史新高。

## 歷史

### 歷任校長
- 梁希（1949-1951） 潘菽（1951-1957） 郭影秋（1957-1963） 匡亚明（1963-1966，1978-1982）
- 郭令智（代，1982-1984） 曲钦岳（1984-1997） 陈懿（代，1996-1997） 蒋树声（1997-2006.6）陈骏（2006.6-2018.1）吕建（2018.1- 2023.4）谈哲敏（2023.4-）

## 精神傳統

### 校訓
| 南京大學校訓 |             |
| 誠 樸 雄 偉  | 勵 學 敦 行 |

自清末以来，南京大學先後采用過「嚼得菜根，做得大事」、「誠」、「止于至善」、「誠樸雄偉」等作爲校訓，現南京大學校訓爲「誠樸雄偉，勵學敦行」。
校訓——傳統詮釋
- 誠：誠心，誠實，誠真。「以誠植身，以誠修業，以誠健體，以誠處世，以誠待人」，「大哉，一誠天下動」（江謙）；「共通之佳風，曰誠、曰愛、曰勤、曰儉。」（陳訓慈：《南高小史》[23]）；誠心向學，誠真勤仁之德，「成已成物，尤貴持有恆德」[24]；「對於學問事業應當一本誠心去做，至於人與人之間應當以誠相見」[25]。
- 樸：樸真，樸茂，樸實，樸厚。「常保持一種『樸茂』的精神，不要有銅臭，不可有官氣」（劉伯明）；「須知一切學問之中皆無王者之路，崇實而用笨功，才能樹立起樸厚的學術氣象」（羅家倫）；「南雍事實求是質樸真誠之精神」，「南雍師生二十年來力抗狂潮勤求樸學之精神」，「亦漸為國人所重視」（胡先驌：《樸學之精神》[23]）；「世人多稱南高學風偏於保守，這是一誤解。與其稱為保守，不如稱為謹嚴較近事實。南高的精神科學的成分極重，他們不囿己見，不狃私意，發言務求正確，不作荒誕之辭，最富於自由空氣與真摯的精神。」「質樸力學，校風優良，...就作者所知的許多同學，雖然都富於個性，但學校生活確乎是整個的，教授與同學的努力好像有完全的協調，有深切的內心的統一，這實在是南高教育上的成功。...這種人格教育，分為德育、智育、美育、群育四方面...」（張其昀：《南高的學風》[23]）。
- 雄：雄健之體，雄毅之氣，體魄和精神兩方面之雄。「大雄無畏...善養吾浩然之氣」（郭秉文）；「以養成堅強之體魄，充實之精神為標準」（陶行知）；「世人有以鐘山的崇高，玄武的恬靜，大江的雄毅，足以象徵母校的學風，這確是一種有意義的比喻。」「人生的意義與價值，即在以人力克服環境，創造命運在痛苦的時候，作深切的思維，從而獲得新活力與新希望。古來豪傑之士，不灰心，不失望，不問境遇之順逆與否，幾無往而不自得，元氣淋漓，百折不回，則其挫折我之處，正是玉成我之處。這種大無畏的精神，正是我們理想中雄毅的學風」（張其昀：《國立中央大學的學風》）。
- 偉：伟大崇高，責重砥柱。「嚼得菜根，做得大事」（李瑞清）；「夫南雍之精神，不僅在提創科學也」，且固「宇宙間確有天不變道亦不變之至理存在」，秉持「人文主義」，「繼往開來」（胡先驌：《樸學之精神》）；「總要集中精力，放開眼光，努力做出幾件偉大的事業，或是完成幾件偉大的作品...凡是總須從偉大的方向做去，民族方有成功」[25]；「所謂『鐘山龍蟠，石頭虎踞』，真有砥柱中流的氣概。我校所宣導的新學術，雖深受西洋思想的影響，而不為所轉移，而益充實光輝。這種儒學復興運動，經過四十年的時間，由發軔而漸趨成熟，以期成為吾國學術的正宗，中國真正的文藝復興。我們常以此自勉，當為世人所共見」，「世人或以為...南以金陵為大宗，...南派趨於崇樓傑閣。此類批評未必即為切當」，「我們的理想是致廣大，盡精微，去短集長，而務求融會貫通之益」（張其昀：《國立中央大學的學風》） ；「其途愈隘，其地愈高，其名愈尊，其責亦愈重」，「...非有志士仁人，具大願力，不能挽此沉淪」，「...謀根本之改革，毋先謀革他人，須先求革自己」，「吾國學者恒言：平生志不在溫飽；又曰：先天下之憂而憂，後天下之樂而樂」，「...相攜並進，以同造未來之盡善盡美之世界，則大學學者之責任，益無既矣」[26]。
- 勵學：勉勵勤學；敦行：敦促實行；在勵學敦行中屢踐誠樸雄偉。

### 校歌
南京大學歷史上最早的校歌（原南京高等師範學校校歌，創作於1916年前後）為南京大學校歌。該校歌由現代中國音樂界一代宗師李叔同先生制譜，南高師首任校長江謙先生作詞。
歌詞：

大哉一誠天下動，

如鼎三足兮，曰知、曰仁、曰勇。

千聖會歸兮，集成於孔。

下開萬代旁萬方兮，一趨兮同。

踵海西上兮，江東；

巍峨北極兮，金城之中。

天開教澤兮，吾道無窮；

吾願無窮兮，如日方暾。

### 校徽
南京大学校徽外形采用盾形的设计风格，该风格是中央大学时期流传下来的。校徽的左下方及右下方为英文“NANJING UNIVERSITY”。校徽正中为南京市树——雪松，寓意南大坚忍不拔的精神。雪松的下方为书图案及“1902”字样，点明南京大学的建校时间为1902年。校徽的上方中间部位为由“南京大学”的艺术字体所组成的圆形图案，其两旁各有一只金陵辟邪（貔貅），象征着南京。

### 校庆
现南京大学校庆日为5月20日。该校庆日定于1954年，为纪念1947年爆发的五二零“反饥饿、反内战、反迫害”学运，这一学生运动的主体是南京大学前身国立中央大学和金陵大学的学生。後来，南大五二〇校庆日被赋予谐音“吾爱您”、“我爱你”的涵义。校庆日五二〇谐音“我爱你”之义成为南大校园文化的一部分。
南京大学历史上不同时期有不同的校庆日。南京高等师范学校最初开学日为9月10日（南京高等师范学校1915年9月10日开学，9月18日举行开校典礼）；国立东南大学时期校庆日为6月6日（1921年在南京高等师范学校基础上成立国立东南大学，6月6日通过《东南大学组织大纲》）；国立中央大学时期校庆日为6月9日（1927年6月9日以国立东南大学为主要基础成立国立第四中山大学，1928年先后改名江苏大学、中央大学），均为当时改组成立新校的日期。

### 校色
現南大正式校色為紫金色，繼承中央大學時期校色。中央大學時校色為紫金二色，加之松青，故依據傳統當為紫、金、青三色。紫色象征典雅、莊穆、高貴、浪漫，金色象征輝煌、光明、靈氣、智慧，青色代表活力、自由、健康、純樸、堅韌、清雅。紫金合於學校所在名山紫金山，青合於學校之象征樹松。

### 傳統
- 傳統上，松為南京大學的校樹。傳統中國大學重視人文教養，註重素養教育，古有六朝松，明朝南京國子監在校園廣植松柏，以校景校物校園環境陶冶學生，期許學者文人具備堅貞挺拔的松的品格[28][29]，遺存松樹在民國早年視為學校象征；南大在鼓樓校園，於北園植青松，南園有松林。辟邪（貔貅）亦視為南京大學的吉祥代表物。
- 大學平衡的理念方針：人文與科學、通才與專才、師資與設備、學術與事功的平衡、配合或交融，也包括对待教學與研究、基礎與應用、素質與技能、國內與國際（中國式與國際化）、傳承與創新之間的關係。[30][31][32][33]

## 现状與近況

### 基本情况

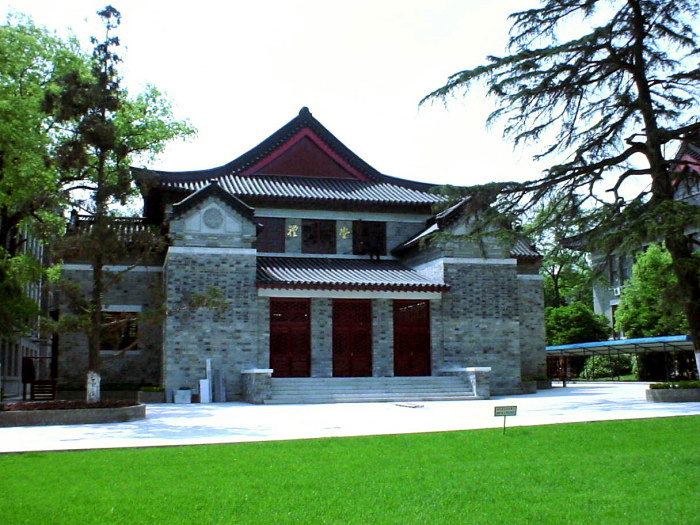
南京大学大礼堂

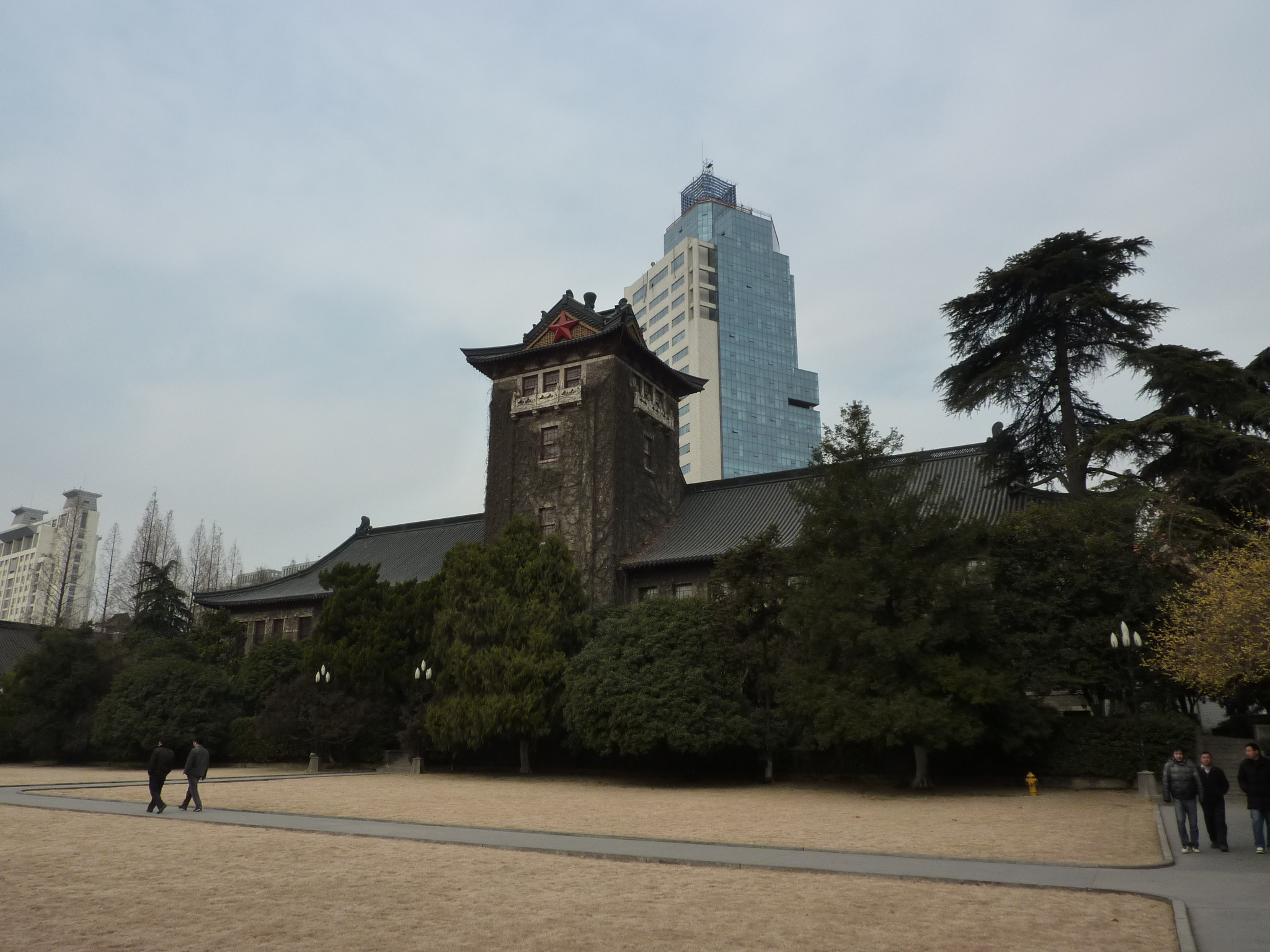
南大标志性建筑--北楼

南京大学是融教学和科研於一体的综合研究型大学。
南京大学是中华人民共和国教育部直属大学（国立大学），属于公立大学，是最早实行省部共建的9所高校之一，国家教育部和江苏省以重点共建的形式支持南京大学建设具有鲜明特色和重要国际影响的世界一流大学。
南大主要经费来自国家中央财政以及江苏省财政；此外，科研以及社会服务收入、学费收入、社会捐赠也占有相当大的比例。

### 教職人员
截至2019年11月，南京大學擁有中國科學院院士29人，中國工程院院士4人，中國科學院外籍院士1人，在國際或他國當選院士13人次（含第三世界科學院院士4人，發展中國家科學院院士1人，俄羅斯科學院院士1人，加拿大皇家科學院院士1人，歐洲文理科學院院士1人，歐洲科學院外籍院士2人，國際量子分子科學院院士1人，俄羅斯藝術科學院榮譽院士1人，法蘭西藝術院通訊院士1人），教育部“長江學者獎勵計劃”特聘教授100人、講座教授25人、“青年長江學者”14人，國家傑出青年基金獲得133人、優秀青年科學基金項目獲得者91人，國家科技重大專項、“973計劃”、“863計劃”、國家重點研發計劃等重大項目首席科學家98人次，國務院學位委員會學科評議組成員22人，“萬人計劃”科技創新領軍人才22人、哲學社會科學領軍人才6人、百千萬工程領軍人才2人、教學名師4人、青年拔尖人才21人，國家級教學名師11人，教育部“百千萬人才工程”國家級人選34人。

### 學生
南京大学招收本科生、硕士和博士研究生等类学生。
南京大学本科生招生主要面向国内，每年招收约3,000人，以省级区域为单位分配名额，其中来自江苏的生源约占30%。录取标准主要是高考分数，基础学科强化部和学校自主招生的部分除外。学生需要交纳学费，目前每学年本科生学费6,050元（特殊专业除外[2014秋季执行]）。此外也招收外国留学生。学校设有学生宿舍、食堂等生活设施，另外还设有医院等服务机构。一般学生都为住校生，2~12人一个房间（2人间为某些特殊宿舍，这些宿舍通常为因身高过高等原因无法入住普通床位的学生准备），学生需要交纳住宿费，年住宿费为1,200元左右。
根据官方信息，截至2022年8月，学校有全日制在校生共40,053人，其中本科生13,350人，硕士生17,201人，博士生8,385人，留学生1,117人。
本科和硕士招生对年龄有所限制，博士研究生则无此要求。2009年邱進益以73岁高龄获得历史学博士学位，成为南大校史上被授予博士学位的最年长者。

### 發展近況
- 2006年筹建南京微结构国家实验室，实验室研究领域包括微电子、光电子、纳米和量子信息等领域的科学和技术。该项目2004年得到唐仲英基金会5000万元捐助，是资金来源包含民间捐助的第一个国家实验室。南京大学固体微结构物理实验室曾于1997年被英国《自然》杂志列为除日本外的东亚地区已接近世界级水平的两个实验室之一，在美国《科学》杂志根据美国科学情报研究所提供的资料所做的中国一流实验室排行榜中位居第一。[來源請求]
- 2006年闵乃本院士、朱永元、祝世宁、陆亚林、陆延青等教授完成的《介电体超晶格材料的设计、制备、性能和应用》荣获国家自然科学一等奖，这是自1999年以来内地高校独立完成的第一个国家自然科学奖一等奖[35]。
- 2009年启用仙林校区。
- 2022年秋季学期，南京大学苏州校区正式招收首批本科新生，这些新生将先在鼓楼校区的健雄书院接受一年的“寻根”教育后于2023年正式进驻苏州校区[9][36]。

## 校園與設施

### 校園與環境

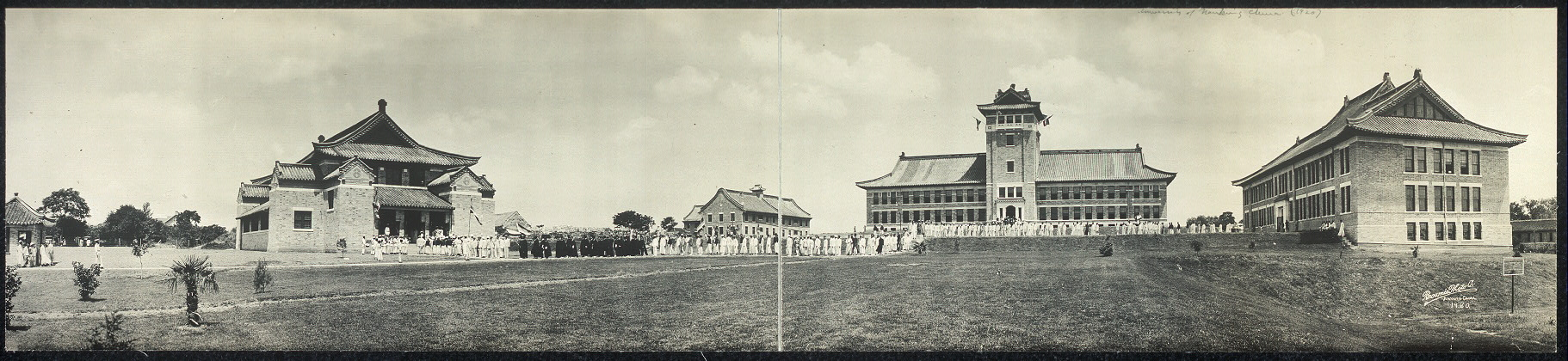
1920年代的金陵大学建筑。现以金陵大学旧址之名列为第六批全国重点文物保护单位。

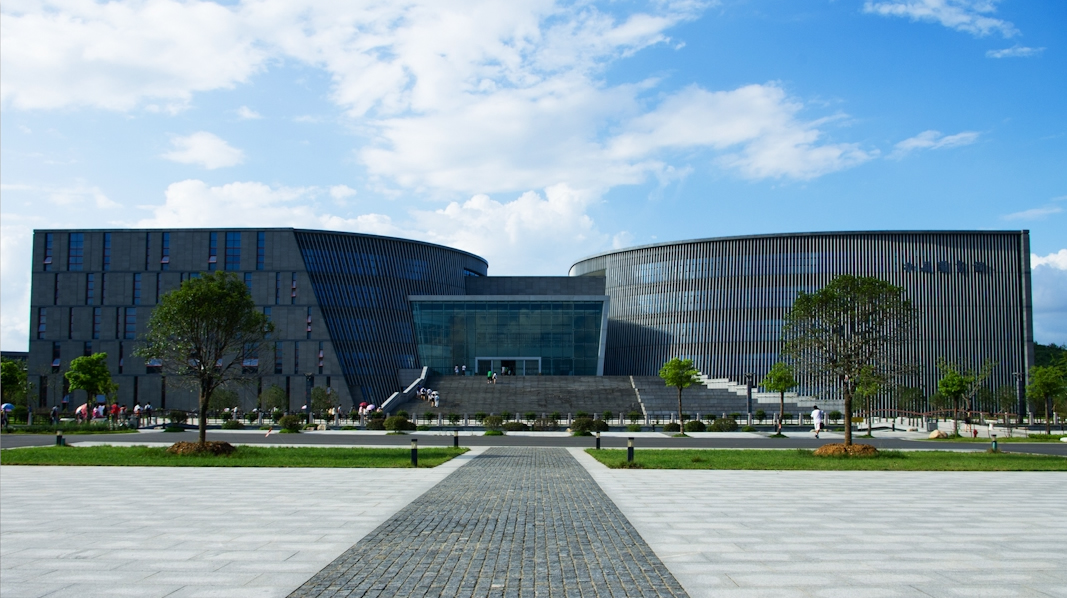
仙林校区杜厦圖書館

南京大學位於江蘇省南京市，歷史上有過多次校址變遷。目前擁有鼓樓、仙林、浦口、苏州四個校區。鼓樓校區和仙林校區可以南京地鐵一號線與二號線轉乘方式通達；浦口校区附近没有地铁站，需要转乘公交车才能到达；苏州校区位于苏州市，与主校区相距较远，需要跨市交通。
南京大學鼓樓校區坐落在南京市中心區域，位于鼓楼區，與南京市中心鼓樓廣場相鄰，漢口路將鼓樓校區劃為南園、北園，南園是學生宿舍生活區，北園是教學科研區，面積近800畝。北園東邊的部分是金陵大學旧址，2006年列为第六批全国重点文物保护单位。北園內金陵苑一帶為中華傳統風格建築群，其中的北大樓已經成為南京大學的標誌性建築。
由于鼓楼校区的空间局限，1993年启用了浦口校区。浦口校区位于长江北岸的浦口区，面积2800亩，背靠龍王山，面临南京高新技术开发区，和江南市中心的鼓楼校区相距18公里。由于交通不便等原因，当时曾经一直存在是否继续建设的争论。2009年浦口校区成为金陵学院校园。从2022年起，由于新生学院搬迁至鼓楼校区导致鼓楼校区宿舍资源紧张，浦口校区又成为了数学系（数学学院）等院系的研究生宿舍，这些研究生的部分思政课也被安排在了浦口校区。
南京大學仙林校區位于南京东北部栖霞区仙林大学城仙林大道九乡河路以東一带。仙林校区和鼓楼校区相距18公里，南京地铁二號線在棲霞設有南大仙林校区站。南大2006年正式籌建仙林校區，地址位于仙林大道163号；根據校方計劃，仙林校區將成為學校主校區；仙林校區一期于2009年建成，全校大部分本科生在當年9月份入學時迁入该校区；南大仙林校区原说占地7000亩，后因故搁置，目前先期征地3000亩，其中一期工程建设用地约1000亩。南大仙林校區所在的仙林大学城位于南京城外東北方向，長江南岸不遠處，北望棲霞山，東臨寶華山，西接紫金山，分布著南師大、南財大、南郵大、南中醫、南理工等校。
南京大学苏州校区位于江苏省苏州市高新区，建设范围北至昆仑山路、南至太湖大道、西至长巷路、东至九曲河，占地面积约2000亩。

### 設施與資源
南京大學擁有豐富的教學和科研設施、設備、資源以及文物遺產。例如，南京大學植物標本室奠基於現代中國植物資源調查與標本采集事業發起人胡先驌和錢崇澍、陳煥鏞、秦仁昌、鄭萬鈞、張肇騫等中國現代第一代植物學家的工作；南大主办的国家遗传工程小鼠资源库是国内最大的遗传工程小鼠资源中心、亚洲最大的基因剔除技术服务中心；南京大學天文臺裝備有全國唯一的太陽塔望遠鏡——南京大學太阳塔；在中國現代第一個氣象測候站的歷史渊源基礎上復建有具备當代多功能的南京大學氣象臺。
南大有鼓樓、仙林两座圖書館大樓以及各院系專業圖書室和各种电子数碼信息资源。其中，南京大學仙林圖書館藏书500万册。南京大學圖書館館藏古籍線裝書30多萬冊，其中列入全國善本書目的有500多種，1萬余冊；地方誌共藏4000余種，約4萬冊；收藏了許多珍貴的古代目錄學文獻以及叢書。
南大校園配備有生活、醫療、體育、文化、藝術以及娛樂活動等方面的各種設施、機構。
鼓樓校區有南京大學考古與藝術博物館、南京大學地球科學博物館、南京大学校史博物馆等。南園有孫中山就任中華民國臨時大總統時的故居，還有设立了拉贝与国际安全区纪念馆的拉貝故居，北園有賽珍珠故居、何應欽故居（鬥雞閘）等。

## 機構、院系

### 學科院系
南京大學設立了中國歷史上第一個文理學院、商學院，創立了國內最早的生物學系、地學系、氣象學系、心理學系、西洋文學系、建築系、航空工程系、體育科、藝術科以及工商管理、金融、會計、國際貿易等科系。其它許多學科，如文、史、哲、藝術學、數學、物理學、化學、天文學、政治學、法律學、社會學、經濟學，等等，都有深厚傳統。
院系设置
根据官方信息，2024年，学校共有40个院系、91个本科专业。
| 学院（系）                                                      | 学院（系）                                                      | 本科专业                                                        |
| 南京大学文学院                                                  | 南京大学文学院                                                  | 汉语言文学                                                      |
| 南京大学文学院                                                  | 南京大学文学院                                                  | 戏剧影视文学                                                    |
| 南京大学哲学学院（宗教学系）                                    | 南京大学哲学学院（宗教学系）                                    | 哲学                                                            |
| 南京大学历史学院                                                | 南京大学历史学院                                                | 历史学                                                          |
| 南京大学历史学院                                                | 南京大学历史学院                                                | 考古学                                                          |
| 南京大学历史学院                                                | 南京大学历史学院                                                | 考古学（文物鉴定）                                              |
| 南京大学物理学院                                                | 南京大学物理学院                                                | 物理学                                                          |
| 南京大学物理学院                                                | 南京大学物理学院                                                | 应用物理学                                                      |
| 南京大学物理学院                                                | 南京大学物理学院                                                | 声学                                                            |
| 南京大学数学学院                                                | 南京大学数学学院                                                | 统计学                                                          |
| 南京大学数学学院                                                | 南京大学数学学院                                                | 数学与应用数学                                                  |
| 南京大学数学学院                                                | 南京大学数学学院                                                | 信息与计算科学                                                  |
| 南京大学天文与空间科学学院                                      | 南京大学天文与空间科学学院                                      | 天文学                                                          |
| 南京大学天文与空间科学学院                                      | 南京大学天文与空间科学学院                                      | 空间科学与技术                                                  |
| 南京大学地球科学与工程学院                                      | 南京大学地球科学与工程学院                                      | 地质学                                                          |
| 南京大学地球科学与工程学院                                      | 南京大学地球科学与工程学院                                      | 地球化学                                                        |
| 南京大学地球科学与工程学院                                      | 南京大学地球科学与工程学院                                      | 水文与水资源工程                                                |
| 南京大学地球科学与工程学院                                      | 南京大学地球科学与工程学院                                      | 地质工程                                                        |
| 南京大学地球科学与工程学院                                      | 南京大学地球科学与工程学院                                      | 地下水科学与工程                                                |
| 南京大学地球科学与工程学院                                      | 南京大学地球科学与工程学院                                      | 地球物理学                                                      |
| 南京大学地球科学与工程学院                                      | 南京大学地球科学与工程学院                                      | 生物演化与环境（国际班）                                        |
| 南京大学大气科学学院                                            | 南京大学大气科学学院                                            | 大气科学                                                        |
| 南京大学大气科学学院                                            | 南京大学大气科学学院                                            | 应用气象学                                                      |
| 南京大学地理与海洋科学学院                                      | 南京大学地理与海洋科学学院                                      | 地理科学                                                        |
| 南京大学地理与海洋科学学院                                      | 南京大学地理与海洋科学学院                                      | 自然地理与资源环境                                              |
| 南京大学地理与海洋科学学院                                      | 南京大学地理与海洋科学学院                                      | 地理信息科学                                                    |
| 南京大学地理与海洋科学学院                                      | 南京大学地理与海洋科学学院                                      | 海洋科学                                                        |
| 南京大学地理与海洋科学学院                                      | 南京大学地理与海洋科学学院                                      | 人文地理与城乡规划                                              |
| 南京大学计算机学院                                              | 南京大学计算机学院                                              | 计算机科学与技术                                                |
| 南京大学电子科学与工程学院 （示范性微电子学院）                 | 南京大学电子科学与工程学院 （示范性微电子学院）                 | 电子信息类 （含电子信息科学与技术、通信工程、微电子科学与工程） |
| 南京大学现代工程与应用科学学院                                  | 南京大学现代工程与应用科学学院                                  | 材料物理                                                        |
| 南京大学现代工程与应用科学学院                                  | 南京大学现代工程与应用科学学院                                  | 材料化学                                                        |
| 南京大学现代工程与应用科学学院                                  | 南京大学现代工程与应用科学学院                                  | 光电信息科学与工程                                              |
| 南京大学现代工程与应用科学学院                                  | 南京大学现代工程与应用科学学院                                  | 新能源科学与工程                                                |
| 南京大学现代工程与应用科学学院                                  | 南京大学现代工程与应用科学学院                                  | 生物医学工程                                                    |
| 南京大学新闻传播学院                                            | 南京大学新闻传播学院                                            | 广告学                                                          |
| 南京大学新闻传播学院                                            | 南京大学新闻传播学院                                            | 广播电视学                                                      |
| 南京大学新闻传播学院                                            | 南京大学新闻传播学院                                            | 新闻学                                                          |
| 南京大学商学院                                                  | 经济学院                                                        | 经济学（拔尖计划）                                              |
| 南京大学商学院                                                  | 经济学院                                                        | 经济学                                                          |
| 南京大学商学院                                                  | 经济学院                                                        | 经济学（产业经济方向）                                          |
| 南京大学商学院                                                  | 经济学院                                                        | 金融学                                                          |
| 南京大学商学院                                                  | 经济学院                                                        | 金融工程                                                        |
| 南京大学商学院                                                  | 经济学院                                                        | 保险学                                                          |
| 南京大学商学院                                                  | 经济学院                                                        | 国际经济与贸易                                                  |
| 南京大学商学院                                                  | 管理学院                                                        | 工商管理                                                        |
| 南京大学商学院                                                  | 管理学院                                                        | 工商管理（人力资源方向）                                        |
| 南京大学商学院                                                  | 管理学院                                                        | 市场营销                                                        |
| 南京大学商学院                                                  | 管理学院                                                        | 电子商务                                                        |
| 南京大学商学院                                                  | 管理学院                                                        | 会计学                                                          |
| 南京大学商学院                                                  | 管理学院                                                        | 财务管理                                                        |
| 南京大学外国语学院                                              | 南京大学外国语学院                                              | 英语                                                            |
| 南京大学外国语学院                                              | 南京大学外国语学院                                              | 俄语                                                            |
| 南京大学外国语学院                                              | 南京大学外国语学院                                              | 日语                                                            |
| 南京大学外国语学院                                              | 南京大学外国语学院                                              | 德语                                                            |
| 南京大学外国语学院                                              | 南京大学外国语学院                                              | 西班牙语                                                        |
| 南京大学外国语学院                                              | 南京大学外国语学院                                              | 朝鲜语                                                          |
| 南京大学外国语学院                                              | 南京大学外国语学院                                              | 法语                                                            |
| 南京大学法学院                                                  | 南京大学法学院                                                  | 法学                                                            |
| 南京大学生命科学学院                                            | 南京大学生命科学学院                                            | 生物科学                                                        |
| 南京大学生命科学学院                                            | 南京大学生命科学学院                                            | 生态学                                                          |
| 南京大学生命科学学院                                            | 南京大学生命科学学院                                            | 生物技术                                                        |
| 南京大学政府管理学院                                            | 南京大学政府管理学院                                            | 国际政治                                                        |
| 南京大学政府管理学院                                            | 南京大学政府管理学院                                            | 政治学与行政学                                                  |
| 南京大学政府管理学院                                            | 南京大学政府管理学院                                            | 行政管理                                                        |
| 南京大学政府管理学院                                            | 南京大学政府管理学院                                            | 劳动与社会保障                                                  |
| 南京大学匡亚明学院                                              | 南京大学匡亚明学院                                              | 理科实验班（大理科班）                                          |
| 南京大学马克思主义学院                                          | 南京大学马克思主义学院                                          | -                                                               |
| 南京大学信息管理学院                                            | 南京大学信息管理学院                                            | 信息管理与信息系统                                              |
| 南京大学信息管理学院                                            | 南京大学信息管理学院                                            | 图书馆学                                                        |
| 南京大学信息管理学院                                            | 南京大学信息管理学院                                            | 编辑出版学                                                      |
| 南京大学信息管理学院                                            | 南京大学信息管理学院                                            | 档案学                                                          |
| 南京大学社会学院                                                | 南京大学社会学院                                                | 社会学                                                          |
| 南京大学社会学院                                                | 南京大学社会学院                                                | 社会工作                                                        |
| 南京大学社会学院                                                | 南京大学社会学院                                                | 心理学                                                          |
| 南京大学艺术学院                                                | 南京大学艺术学院                                                | （设辅修项目：艺术与文化创意）                                  |
| 南京大学化学化工学院                                            | 南京大学化学化工学院                                            | 化学                                                            |
| 南京大学化学化工学院                                            | 南京大学化学化工学院                                            | 化学（化学生物学）                                              |
| 南京大学化学化工学院                                            | 南京大学化学化工学院                                            | 应用化学                                                        |
| 南京大学环境学院                                                | 南京大学环境学院                                                | 环境科学                                                        |
| 南京大学环境学院                                                | 南京大学环境学院                                                | 环境工程                                                        |
| 南京大学环境学院                                                | 南京大学环境学院                                                | 环境规划与管理                                                  |
| 南京大学医学院                                                  | 南京大学医学院                                                  | 临床医学（八年本博连读）                                        |
| 南京大学医学院                                                  | 南京大学医学院                                                  | 口腔医学（五年制）                                              |
| 南京大学软件学院                                                | 南京大学软件学院                                                | 软件工程                                                        |
| 南京大学工程管理学院                                            | 南京大学工程管理学院                                            | 自动化                                                          |
| 南京大学工程管理学院                                            | 南京大学工程管理学院                                            | 工业工程                                                        |
| 南京大学工程管理学院                                            | 南京大学工程管理学院                                            | 金融工程                                                        |
| 南京大学建筑与城市规划学院                                      | 南京大学建筑与城市规划学院                                      | 建筑学                                                          |
| 南京大学建筑与城市规划学院                                      | 南京大学建筑与城市规划学院                                      | 城乡规划                                                        |
| 南京大学建筑与城市规划学院                                      | 南京大学建筑与城市规划学院                                      | 建筑与城乡规划实验班                                            |
| 南京大学海外教育学院                                            | 南京大学海外教育学院                                            | 汉语言                                                          |
| 南京大学海外教育学院                                            | 南京大学海外教育学院                                            | 汉语国际教育                                                    |
| 南京大学人工智能学院                                            | 南京大学人工智能学院                                            | 人工智能                                                        |
| 南京大学南京赫尔辛基大气与地球系统科学学院 （南京大学南赫学院） | 南京大学南京赫尔辛基大气与地球系统科学学院 （南京大学南赫学院） | 大气科学                                                        |
| 南京大学苏州校区                                                | 智能科学与技术学院                                              | 智能科学与技术                                                  |
| 南京大学苏州校区                                                | 智能软件与工程学院                                              | 智能化软件                                                      |
| 南京大学苏州校区                                                | 集成电路学院                                                    | 集成电路                                                        |
| 南京大学苏州校区                                                | 数字经济与管理学院                                              | 数字经济                                                        |

## 社團與生活

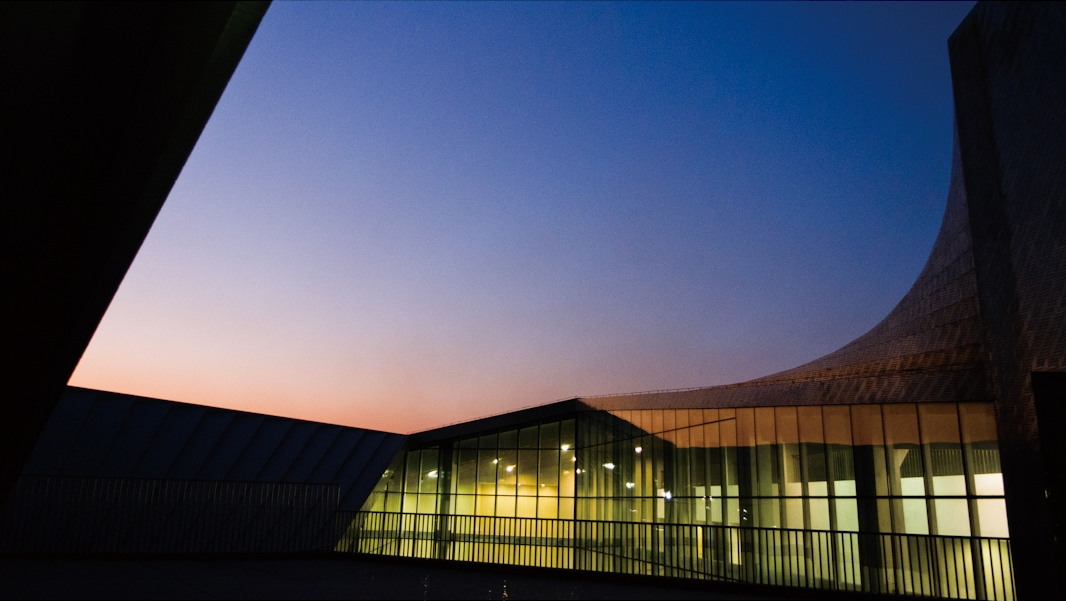
南京大學學生活動中心 仙林校區

南京大學歷史上具有相當影響力的社团包括史地研究會、文學研究會、潛社、梅社、白雪國樂社、紫霞曲社、學生自治會、同學會，但基本沒有得到長期延續。
南京大学现在活跃着近百个学生社团，大致可以分为文化、艺术、学术、科技、体育、社会活动、社会实践、实用技能、其他兴趣等类别，如国学社、凝眸文学社、朝日文学社、重唱诗社、民乐团（国乐社团）、古琴社、昆曲社、歌声魅影音乐剧社、摄影协会、紫藤学社、长风社、知行社、心理协会、生命协会、康平学社、支点学社、追风社、武术协会、棋院、民间艺术协会、服饰文化协会、科幻爱好者协会、天文爱好者协会、反哺学社、环境协会、辩论协会、咨询协会、公共关系协会、学生职业发展协会、Brushstroke画社、南初印社等。   
校园生活豐富多彩，講座多，學生賽事多、演出多、活動多，有如春季運動會、秋季運動會、中文戲劇節、外語戲劇節、交響樂會、国樂會、十大歌星賽、辯論賽、繪畫展、攝影展之類。

## 校友
南京大學孕育了學術界、教育界和各事業界的各種人才。南大校友活躍在眾多領域，服務社會，開創人生，成功立業，彬彬稱盛。
國立中央研究院首次選出的53位科學家院士中（81人中53人屬自然科學領域，含數學），28位畢業或曾執教于南京大學。中國科學院建院時的四位科學領導者（正副院長中的自然科學家，竺可楨、李四光、吳有訓、童第周），都曾任教或就讀于南京大學。中央研究院和中國科學院等的許多研究院所機構都是由南京大學教授或畢業生建立的，這些先驅者包括王璡、竺可楨、周仁、楊杏佛、錢崇澍、趙承嘏、陳楨、王家楫、羅宗洛、嚴濟慈、王應睞、周国城、庄长恭、吳學周、魏喦寿、周鴻經、淩純聲、郭廷以、邢慕寰等人。中國科學院期刊刊登的科学史学家李佩珊的一篇中國現代科學史的文章中，列出了877位在現代史上對中國科學有較大貢獻的科學家並統計其畢業的學校，南京大學前身中央大學以115位畢業校友位居第一。截至2007年中国科学院共选出1107名院士，其中南京大学校友有210人。1977年恢復高考以來南大本科畢業生當選院士數在國內高校中名列第一。
自1956年至今的30项中国自然科学最高奖国家自然科学一等奖中，6项的唯一得奖人或第一得奖人曾就读于南京大学：馮康、劉東生、王德寶、秦仁昌、侯先光、閔乃本；另有2人曾執教南京大學：李四光、錢崇澍；另外“人工合成牛胰岛素试验研究”由南大校友王应睐领导完成；而全部约一半项目的得奖人名单中有南大校友，遥遥领先。在国家最高科学技术奖得主中，除毕业于前南大附中的袁隆平外，南大有三位校友：劉東生、閔恩澤、吳良鏞。2006年的一个统计显示，在中国科学院约120位研究院所机构负责人中，15人毕业于南京大学，位居第二位的北京大学为10人，第三位的中国科学技术大学为7人；在2010年的统计中，14人本科毕业于南大，位居第二名的北大为7人，第三名的复旦大学5人。各校本科毕业校友中的国家杰出青年科学基金获得者，南大108人，居第一位；北大96人（含合并的北医大共107人），居第二位；中国科大76人，居第三；清华大学61人（含合并院校共62人），居第四。在1992年至今的78位中国青年科学家奖获得者中，南大毕业校友5人，北大和清华毕业校友均为4人，名列前三。
南大傑出校友的一些代表包括：金善寶，農學家，中國現代小麥科學主要奠基人；厲聲教，外交家、國際法學家，《聯合國海洋法公約》中文本的主要起草人；吳蘊瑞，體育家，中國現代體育教育事業的先驅者、運動生物力學的奠基人；吳有訓，驗證了艾克斯（X）射線散射效應（康普頓效應），中國現代物理學研究的开创者；趙忠堯，最早觀測到正負電子湮滅現象、實驗發現反物質的科學家，“中國原子能之父”；張其昀，歷史地理學家、教育家，中國文化復興運動的重要領袖和儒學復興運動的中堅；陳啓天，現代新法家主義的開創者，國家主義思想的集大成者；何志浩，中國抗日軍歌的作詞者，抗戰期間曾任國民軍事訓練委員會主席；洪潘，“中國現代管樂之父”、“中國現代軍樂之父”；李善邦，中國現代地震事業的奠基人；吳健雄，“物理學第一夫人”，第一位沃爾夫物理學獎得主；沈祖棻，著名現代女詞人；唐君毅，著名現代新儒家、哲學家；孫明經，中國播音教育的開創人，中國電影高等教育的開山宗師，並曾在南京大學（中央大學）物理實驗室研製出了中國第一套電視系統；張徹，新武俠電影鼻祖，“香港武俠電影教父”；徐柏園，中國中央銀行制度的建立者；王志莘，前上海證券交易所首任總經理；李國鼎，臺灣經濟奇跡的締造者，“臺灣科技之父”；陳思義，藥物學家，中西藥學結合的開創者；季鐘樸，醫學教育家，中國中西醫結合事業的重要創始人；张涤生，中国“整形之父”、“整复外科之父”  ；羅福鑫，中國第一位盲人大學生；曾联松，中华人民共和国国旗五星红旗的设计者；江泽民，前中共中央总书记、国家主席、中央军委主席；錢驥，中國第一顆人造衛星總設計師；陸孝同，美國阿波羅登月計畫工程技術總設計師、美國火星探測計畫工程技術負責人；朱光亚，核物理学家，中国工程院首任院长；夏培肅，中国计算机科学的先行者，中国第一台通用数字电子计算机的研制主持人；冯元桢，生物力学的创始人；冯康，计算数学家，有限元方法的创始人；陈德亮，气候学家，国际科联（国际科学理事会）执行主任；周尚清，工业智能与系统集成专家；等等。更多南大知名校友見：南京大學知名校友列表。

## 親緣學校
在近代的歷史變遷中，南京大學和多所院校成為了同源大學，具有親緣關係。

大學
國立中央大學、東南大學、河海大學、南京師範大學、南京農業大學、南京林業大學、第四軍醫大學、西北工業大學、上海體育學院、上海財經大學、原上海醫科大學（現併入復旦大學）、重慶醫科大學、南京信息工程大學、南京工業大學、江蘇大學、江南大學、電子科技大學、上海海洋大學、集美大學、南京航空航天大學、南京體育學院、南京藝術學院、中央美術學院、中國傳媒大學等校和南京大學也有不同程度的密切淵源關係。
國立政治大學、香港中文大學（新亞書院）、中國文化大學、國立臺灣體育運動大學、國立聯合大學、中華科技大學、南華大學等和南京大學同樣存在密切淵源聯繫。
其他學校
南京大學附屬丁家橋小學、南京大學附屬中學、南京師範大學附屬中學、金陵中學、南京師範大學附屬小學、鼓樓幼兒園等。

## 国际合作
南京大學一直是開展國際交流與合作最活躍的中國大學之一，與世界上眾多一流大學和高水平科研機構建立了緊密的協作關系。其中，始建於20世紀80年代的南京大學-約翰斯·霍普金斯大學中美文化研究中心迄今已成功舉辦四十余年，它是中國改革開放以後最早實施的高等教育國際合作長期項目。南京大學與世界很多學校合作辦學。2015年，南京大學現代工程與應用科學學院入選“高校國際化示範學院推動計劃”。

### 校際合作机构項目
- 美国霍普金斯大学：中美文化研究中心
- 德国哥廷根大学：中德法学研究所 中德文化比较研究所
- 英国南安普顿大学：南京大学—南安普敦大学联合中心（海岸海洋与环境动力联合实验室、传染病和公共卫生联合实验室、高等教育联合研究所）
- 英国剑桥大学：南京大学—剑桥大学建筑与城市合作研究中心
- 法國巴黎第十二大学：中法中心（中法城市·区域·规划科学研究中心）
- 芬兰赫尔辛基大学：南京赫尔辛基大气与地球系统科学学院（“南赫学院”）

### 校際合作活动項目
- “尖端科学研讨会” 南京大学和台湾大学合作主办，2002年新加坡国立大学加入主办方，2009年台湾中央大学加入主办
- “两岸三地人文社会科学论坛” 南京大学和台湾中央大学、香港中文大学合作主办。三校并且签署协议组建了绿色大学联盟。

### 学生人员交流及研究合作学校
- 臺灣 國立臺灣大學、國立臺湾科技大学、國立陽明交通大學、國立中央大学、國立成功大學、東海大學、東吳大學等。

- 香港 香港科技大学、香港中文大学、香港大学、香港城市大学等。

- 日本 东京大学、名古屋大学、大阪大学、京都大学、早稻田大学、庆应大学、奈良女子大学、北海道大学、东北大学、立命馆大学等。

- 成均馆大学、高丽大学、首尔大学、建国大学、中央大学、东国大学、岭南大学、韩南大学，新加坡国立大学、南洋理工大学等

- 墨尔本大学、悉尼大学、西悉尼大学、新南威尔士大学、昆士兰大学、拉筹伯大学、纽卡斯尔大学、埃迪斯科文大学、西澳大学等。

- 美国 哈佛大学、麻省理工學院、康奈尔大学、加州大学洛杉矶分校、加州大学伯克利分校、圣地亚哥大学、夏威夷大学、密苏里大学圣路易斯分校、堪萨斯大学、匹兹堡大学、伊利诺伊大学、杜克大学、布朗大学、得克萨斯大学达拉斯分校、得克萨斯大学阿林顿分校、纽约州立大学、纽约市立大学、西点军校等。

- 加拿大 滑铁卢大学、魁北克大学、多伦多大学
- 英国 剑桥大学、牛津大學、谢菲尔德大学、布里斯托尔大学、南安普敦大学、曼彻斯特大学、爱丁堡大学、伦敦欧洲商学院

- 欧洲联盟

-  法國 巴黎第八大学、巴黎第十大学、巴黎第十二大学、巴黎高等师范学校、巴黎高科、巴黎政治学院、阿尔多瓦大学、布尔格尼大学
-  德国 哥廷根大学、柏林洪堡大学、柏林自由大学、图宾根大学、弗莱堡大学、慕尼黑大学
-  荷蘭 莱顿大学、烏特勒支大學
-  瑞士 苏黎世联邦理工学院
-  義大利 佛罗伦萨大学
-  西班牙 马德里大学、马德里理工大学
-  挪威 奥斯陆大学
-  芬兰 约恩苏大学
-  波蘭 雅盖隆大学、波兹南经济大学

- 俄羅斯 莫斯科大学、圣彼得堡大学、莫斯科师范大学
- 以色列 以色列理工学院、希伯莱大学、特拉维夫大学

- 埃及 开罗大学
- 苏丹 喀土穆大学，科特迪瓦国立大学

- 南非 约翰内斯堡大学、开普敦大学
- 墨西哥 蒙特雷大学、蒙特雷科技大學
- 阿根廷 阿根廷外交学院、国立科尔多瓦大学
- 委內瑞拉 安第斯大学等。
（参见：南京大学外事办公室 （页面存档备份，存于），2009年我校学生交流项目执行一览表）

## 外部連結
- 南京大学官方网站（页面存档备份，存于）
- 南京大学校友总会 （页面存档备份，存于）
- 南京大学小百合BBS论坛
- 南京大学详细的大学排名图表